# Waymo

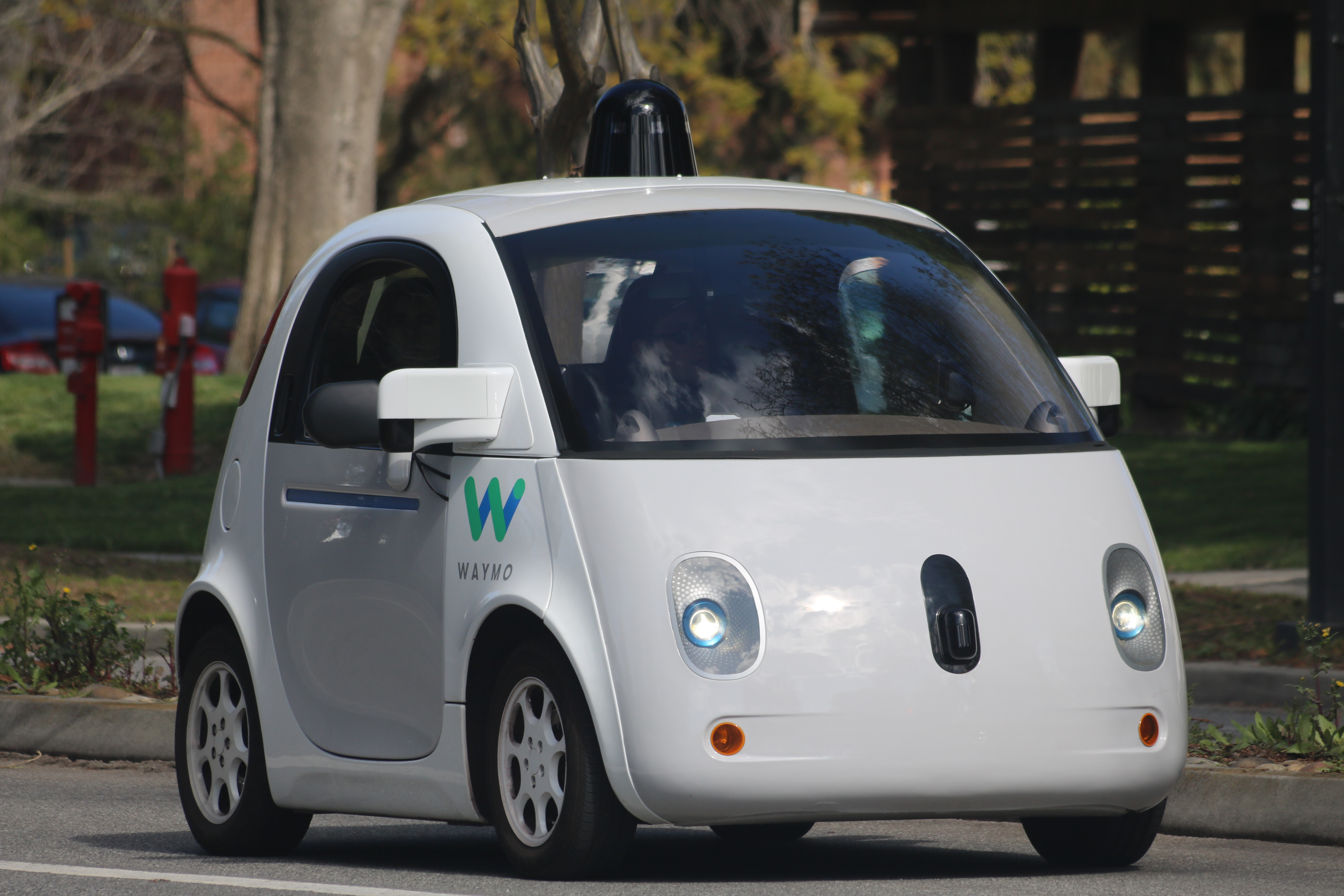
En av företagets självkörande bilar.

Waymo är ett amerikanskt självkörande bil- och teknikföretag. Företaget är dotterbolaget till Alphabet Inc. och innan företaget bildades var det Google som skapade projektet. I början av december 2018 lanserade Waymo en självkörande taxitjänst i Phoenix, Arizona i USA. Oktober 2019 lanserat Waymo en helt förarlös självkörande taxitjänst i Phoenix, USA.

## Historia
Googles utveckling av självkörande teknik började den 17 januari 2009 vid företagets hemliga X-laboratorium som drivs av medgrundare Sergey Brin. Projektet leds ursprungligen av Sebastian Thrun, tidigare chef för Stanford Artificial Intelligence Laboratory och meduppfinnare av Google Street View. Thruns team på Stanford skapade robotfordonet Stanley, som vann 2005 DARPA Grand Challenge och dess pris på 2 miljoner US-dollar från USA:s försvarsdepartement. Hans team bestod av 15 Google-ingenjörer, inklusive Chris Urmson, Dmitri Dolgov, Mike Montemerlo och Anthony Levandowski, som hade arbetat med DARPA Grand och Urban Challenges.
Från och med 2010 uttryckte lagstiftare i olika stater oro över hur man reglerar den nya tekniken. Nevada antog en lag i juni 2011 om drift av autonoma bilar i Nevada, som trädde i kraft den 1 mars 2012. En Toyota Prius modifierad med Googles experimentella förarlösa teknik licensierades av Nevada Department of Motor Vehicles (DMV) i maj 2012. Detta var den första licens som utfärdades i USA för en självdriven bil.
I slutet av maj 2014 avslöjade Google en ny prototyp av sin förarlösa bil, som inte hade någon ratt, gaspedal eller bromspedal, som var 100% autonom, och avslöjade en fullt fungerande prototyp i december samma år. som de planerade att testa på San Francisco Bay Area-vägar från och med 2015.  Kallade firefly, bilen var avsedd att fungera som en plattform för experiment och lärande, inte massproduktion.
2015 gjorde Google "världens första helt förarlösa resa på allmänna vägar" till en juridiskt blind vän till huvudingenjör Nathaniel Fairfield. Resan togs av Steve Mahan, före detta VD för Santa Clara Valley Blind Center, i Austin, Texas. Det var den första förarlösa åkningen som gjordes på en allmän väg och inte åtföljdes av en testförare eller poliseskort. Bilen hade inga rattar eller golvpedaler.
I december 2016 döptes enheten till Waymo och gjordes till sin egen separata division i Alfabetet. Namnet Waymo härstammar från sitt uppdrag, "en ny väg framåt i rörlighet". Waymo flyttade för att ytterligare testa sina bilar på allmänna vägar efter att ha blivit sitt eget dotterbolag.
Under 2017 stämde Waymo Uber för påstått att ha stulit handelshemligheter. En domstolsansökan avslöjade att Google har använt över 1,1 miljarder dollar på projektet mellan 2009 och 2015, för att jämföra med 1 miljard dollar förvärv av Cruise Automation av General Motors i mars 2016, en liknande investering av Ford gjorde tillsammans med Argo AI i februari 2017, eller 680 miljoner dollar för Ottos som förvärvades av Uber i augusti 2016. Waymo och Uber rättegång av gjordes i februari 2018, med att Uber gav Waymo ett värde av 245 miljoner dollar i Uber-aktien.
Waymo började testa autonoma minibussar utan säkerhetsförare på allmänna vägar i Chandler, Arizona, i oktober 2017. Företaget tillkännagav i januari 2018 att det skulle påbörja sina självkörande taxitjänst i området Phoenix, Arizona, senare under året.
I april 2019 tillkännagav Waymo planer för fordonsmontering i Detroit vid den tidigare amerikanska Axle & Manufacturing-anläggningen, som förde mellan 100 och 400 jobb till området. Waymo kommer att använda fordonsmonteraren Magna för att förvandla Jaguar I-Pace och Chrysler Pacifica Hybrid minivans till autonome fordon i Waymo Level 4. Waymo beslutade därefter att fortsätta eftermontera befintliga bilmodeller snarare än att tillverka en ny design som Firefly.
Oktober 2019 lanserat Waymo en helt förarlös självkörande taxitjänst i Phoenix, USA. 

## Googles projekt

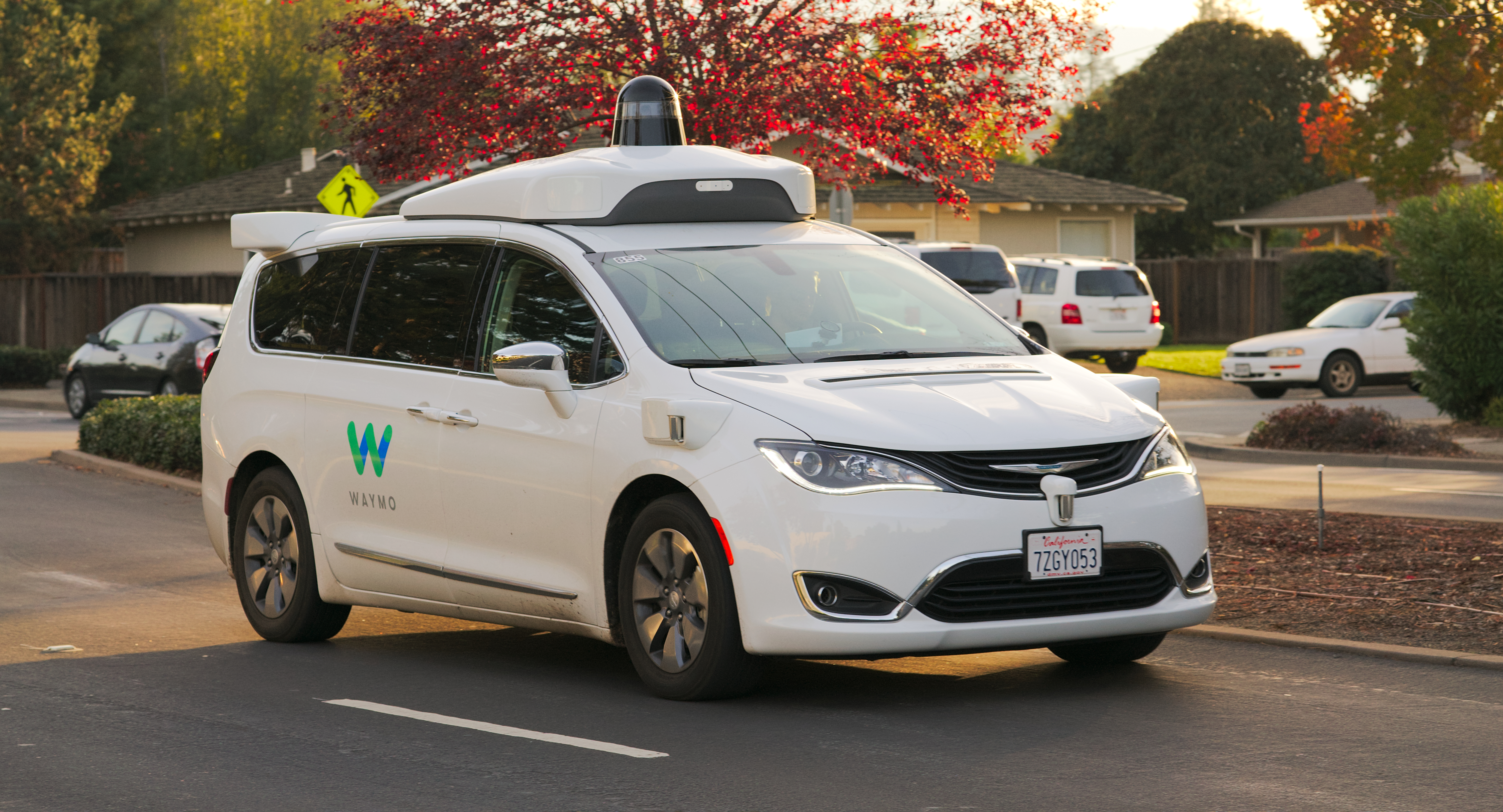
Waymo Chrysler Pacifica Hybrid genomgår tester i San Francisco Bay Area.

Googles självkörande bil-projekt var en rad autonoma bilar, utvecklade av Google X som en del av sitt projekt för att utveckla teknik för främst elbilar. Projektet var tidigare ledd av Sebastian Thrun, tidigare chef för Stanford Artificial Intelligence Laboratory och meduppfinnare av Google Street View. Thruns team vid Stanford skapade robot-fordonet Stanley som vann DARPA Grand Challenge 2005 och belönades med 2 miljoner amerikanska dollar från USA:s försvarsdepartement. Googles bilar var utrustade med LIDAR och lasersystem som skapar en 3D-karta av omgivningen.

## Kraschar
Google upprätthöll månadsrapporter som inkluderar alla trafikhändelser som deras självkörande bilar har varit inblandade i. Waymo publicerar nu sina egna säkerhetsrapporter.
Waymo och andra företag krävs av Kalifornien DMV att rapportera antalet incidenter under tester där den mänskliga föraren tog kontrollen av säkerhetsskäl. Vissa av dessa incidenter rapporterades inte av Google när simuleringar indikerar att bilen skulle ha klarat sig själv. Det finns en del kontroverser angående denna åtskillnad mellan förareinitierade frikopplingar som Google rapporterar och de som den inte rapporterar.

## Begränsningar
Waymo verkar på några av sina testmarknader, såsom Chandler, Arizona, på autonomi på nivå 4, utan att någon sitter bakom ratten och delar vägbanor med andra förare och fotgängare.  Mer testning behövs dock. Waymos tidigare test har fokuserat på områden utan hårt väder, extrem täthet eller komplicerade vägsystem, men det har gått vidare för att testa under nya förhållanden. Som ett resultat har Waymo börjat testa i områden med hårdare förhållanden, till exempel sin vintertestning i Michigan.

## Kommersialisering
År 2012 uppgav Brin att Google Self-Driving-bilar skulle vara tillgängliga för allmänheten 2017, 2014 uppdaterades detta schema av projektledaren Chris Urmson för att indikera en möjlig utsläpp från 2017 till 2020

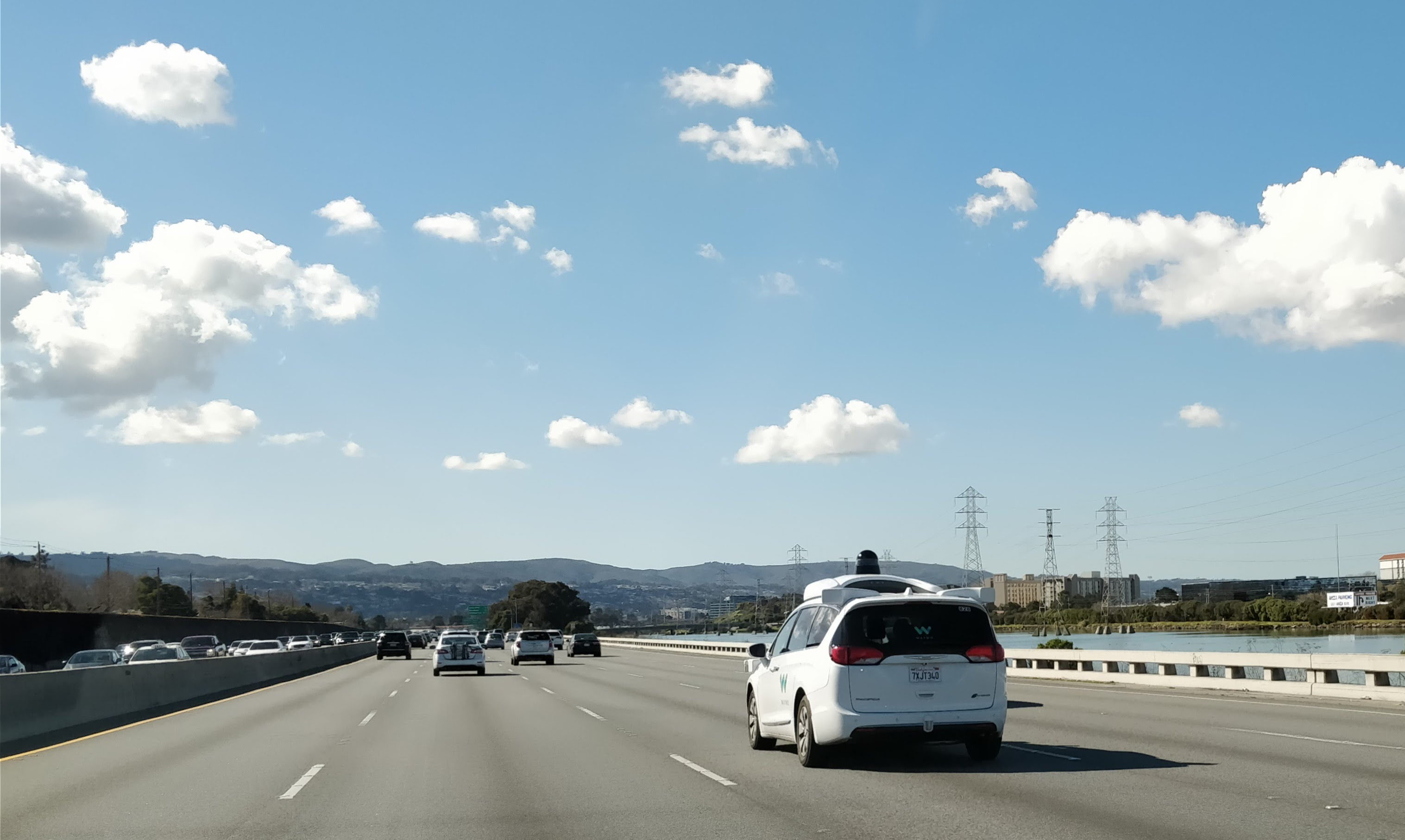
Förarlös Waymo-bil.

I april 2017 lanserade Waymo ett tidigt "early rider"  i Phoenix, Arizona, som registrerade 400 användare för att testa en testutgåva av Waymos transporttjänst. Under nästa år använde 400 personer Waymo-tjänsten och gav feedback. I maj 2018 tillkännagav Waymo att den planerar att tillåta alla i Phoenix att beställa en taxiresa före årets slut. 
Under 2018 lanserade Waymo ett pilotprogram med Google för att använda autonoma lastbilar för att flytta gods till systerföretagets datacenter i Atlanta-området. Med samma sensorer och mjukvara som Waymos andra autonoma fordon.
Oktober 2019 lanserat Waymo en helt förarlös självkörande taxitjänst i Phoenix, USA.